# Robert Walser-Gesellschaft
Die Robert Walser-Gesellschaft ist ein Schweizer literaturwissenschaftlicher Verein, der am 29. November 1996 in Zürich gegründet wurde. Der Geschäftssitz befindet sich im Robert Walser-Zentrum in Bern. Der Verein hat mehr als 300 natürliche und juristische Mitglieder in über fünfzehn Ländern.

## Vereinszweck
Die Robert Walser-Gesellschaft zielt auf die Dokumentation, Erschliessung und Edition sowie Verbreitung des Werkes von Robert Walser. Zugleich will die Gesellschaft ein Forum des Informationsaustausches für die an Walsers Werk besonders interessierten Personen sein. Hierzu werden jährlich erscheinende Mitteilungen veröffentlicht, in denen über neue Funde, Veranstaltungen und die Fortschreibung der Bibliografie berichtet wird.
Die Gesellschaft verfolgt weiterhin den Zweck, Manuskripte und Briefe von Robert Walser im Autographenhandel oder in Nachlässen aufzuspüren und bei Bedarf zu erwerben. Nach dem Erwerb werden die Dokumente dem Robert Walser-Archiv als Depositum zur Aufbewahrung und Auswertung übergeben. Die hierfür erforderlichen Finanzierungsmittel will die Gesellschaft nach Möglichkeit selbst aufbringen. Da die Autographen von Robert Walser jedoch hohe Preise haben, akquiriert die Gesellschaft zusätzliche Mittel von Institutionen der Kulturförderung, von Stiftungen und Mäzenen.

## Organisation
Die Vereinssatzung (Statuten) wurde von der Gründungsversammlung am 29. November 1996 in Zürich beschlossen und auf den ordentlichen Mitgliederversammlungen am 4. Oktober 1997 in Zürich sowie am 14. November 1998 in Biel und am 8. September 2011 in Zürich ergänzt.
Als Gründungspräsident war fünf Jahre lang Jochen Greven aktiv. Im Oktober 2001 übernahm Wolfram Groddeck die Position. 2009 wählte die  Mitgliederversammlung die Literaturwissenschaftlerin Kerstin Gräfin von Schwerin (* 1963) zur Präsidentin.
Der Vorstand der Robert Walser-Gesellschaft besteht aus drei bis sechs für jeweils zwei Jahre gewählten Personen, einer Vertretung der Robert Walser-Stiftung Bern sowie dem Leiter des Robert Walser-Archivs. Zurzeit (September 2022) gehören folgende Personen dem Vorstand an:
- Kerstin Gräfin von Schwerin, Hamburg
- Gelgia Caviezel, Basel
- Sabine Eickenrodt, Berlin
- Lukas Gloor, Olten, als Vertreter des Robert Walser-Archivs
- Caroline Socha-Wartmann, Basel
- Reto Sorg, Bern, als Vertreter der Robert Walser-Stiftung
- Ulrich Weber, Bern